# Tesfaye Gebre Kidan
 (avril 2019).
Tesfaye Gebre Kidan (en ge'ez : ተስፋዬ ገብረ ኪዳን ; 1935 - 2 juin 2004) est un général et homme d'État, ministre de la Défense et président de la république d'Éthiopie par intérim du 21 mai au 28 mai 1991.

## Carrière militaire
En tant que colonel, Tesfaye Gebre Kidan eut beaucoup de succès militaires en Somalie et en Érythrée. Il était membre du Derg, du comité militaire qui renversa l'empereur Hailé Sélassié Ier et qui, plus tard, a ordonné l'exécution de ses dirigeants, et aurait lui-même assassiné l'empereur. Néanmoins, plus tard, il ne fut plus considéré comme un soldat du parti communiste au sens strict du terme.